# 섬유판

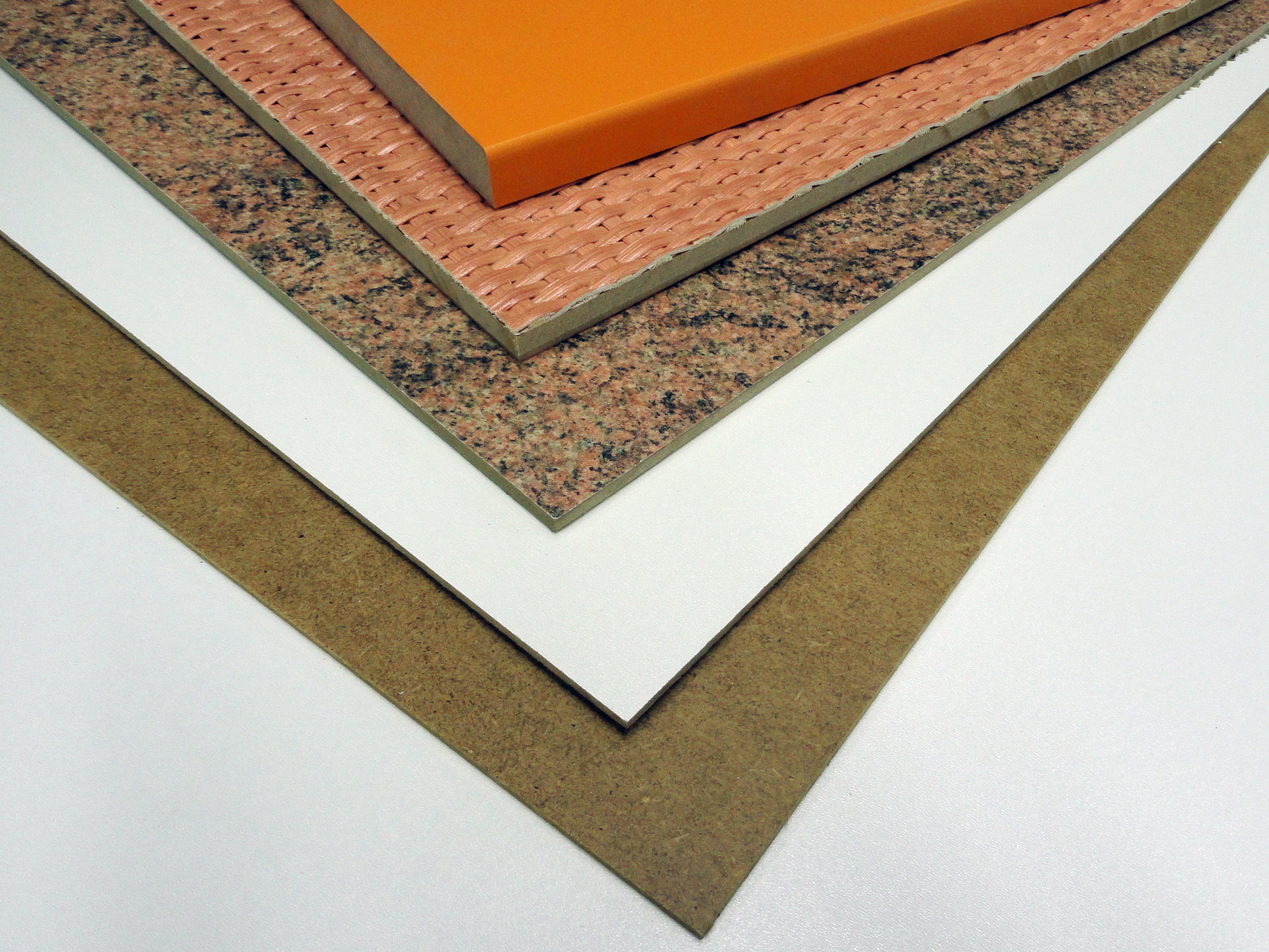
중밀도 섬유판(MDF)과 하드보드

섬유판(미국 영어: fiberboard, 영국 영어: fibreboard)은 목재 섬유로 만들어진 가공 목재 제품의 일종이다. 섬유판의 종류(밀도가 높은 순서대로)에는 파티클보드나 저밀도 섬유판(LDF), 중밀도 섬유판(MDF), 하드보드(고밀도 섬유판, HDF) 등이 있다.
파티클보드의 동의어로 사용되지만 파티클보드는 일반적으로 저밀도 섬유판을 의미한다. 합판은 목재 섬유나 입자가 아닌 얇은 목재 시트로 만들어지기 때문에 일종의 섬유판이 아니다. 섬유판, 특히 중밀도 섬유판은 가구 산업에서 많이 사용된다. 눈에 보이는 조각의 경우 목재 베니어판을 섬유판에 접착하여 기존 목재처럼 보이게 하는 경우가 많다.
포장 산업에서 "섬유판"이라는 용어는 견고한 크라프트 기반 판지 또는 상자용 골판지 섬유판을 설명하는 데 자주 사용된다.
"섬유판"은 제지소의 투입재로 사용되는 펄프 공장의 결과물인 중간 제품이다.

## 같이 보기
- 골판지
- 판지
- 파티클보드
- 합판